# Czerwona (Groß Lassowitz)
Czerwona (deutsch: Marienau) ist ein Weiler in der Gemeinde Groß Lassowitz (Lasowice Wielkie), Wojewodschaft Oppeln, Polen. Czerwona fällt durch seine ungewöhnliche Siedlungsform als Rundlingsdorf auf. Czerwona liegt zwischen den Orten Grunowitz (Gronowice) und Schiorke (Ciarka).

## Geschichte
Die Kolonie Marienau wurde laut dem Topographischen Handbuch von Oberschlesien 1791 durch den Grafen von Hoym auf der Feldmark von Klein Lassowitz gegründet. Angesiedelt wurden Kolonisten aus Sachsen. Um den Anger befanden sich 17 Gehöfte und auf dem Anger ein Ziehbrunnen.